# Dipartimento di Moudjeria
Il dipartimento di Moudjeria è un dipartimento (moughataa) della regione di Tagant in Mauritania con capoluogo Moudjeria.
Il dipartimento comprende 3 comuni:
- Moudjeria
- Nbeika
- Soudoud